# Quercus alnifolia
Quercus alnifolia är en bokväxtart som beskrevs av Josef Poech. Quercus alnifolia ingår i släktet ekar, och familjen bokväxter. Inga underarter finns listade.
Quercus alnifolia är vanligen en städsegrön buske eller ett litet träd.
Arten förekommer endemisk på Cypern. Den växer i kulliga områden och i bergstrakter mellan 380 och 1880 meter över havet. Växten hittas i klippiga regioner, ibland tillsammans med barrträd eller i grupper där inga andra träd ingår.
Populationen påverkas i viss mån av bränder. Hela beståndet anses vara stabil. IUCN kategoriserar arten globalt som livskraftig.

## Bildgalleri

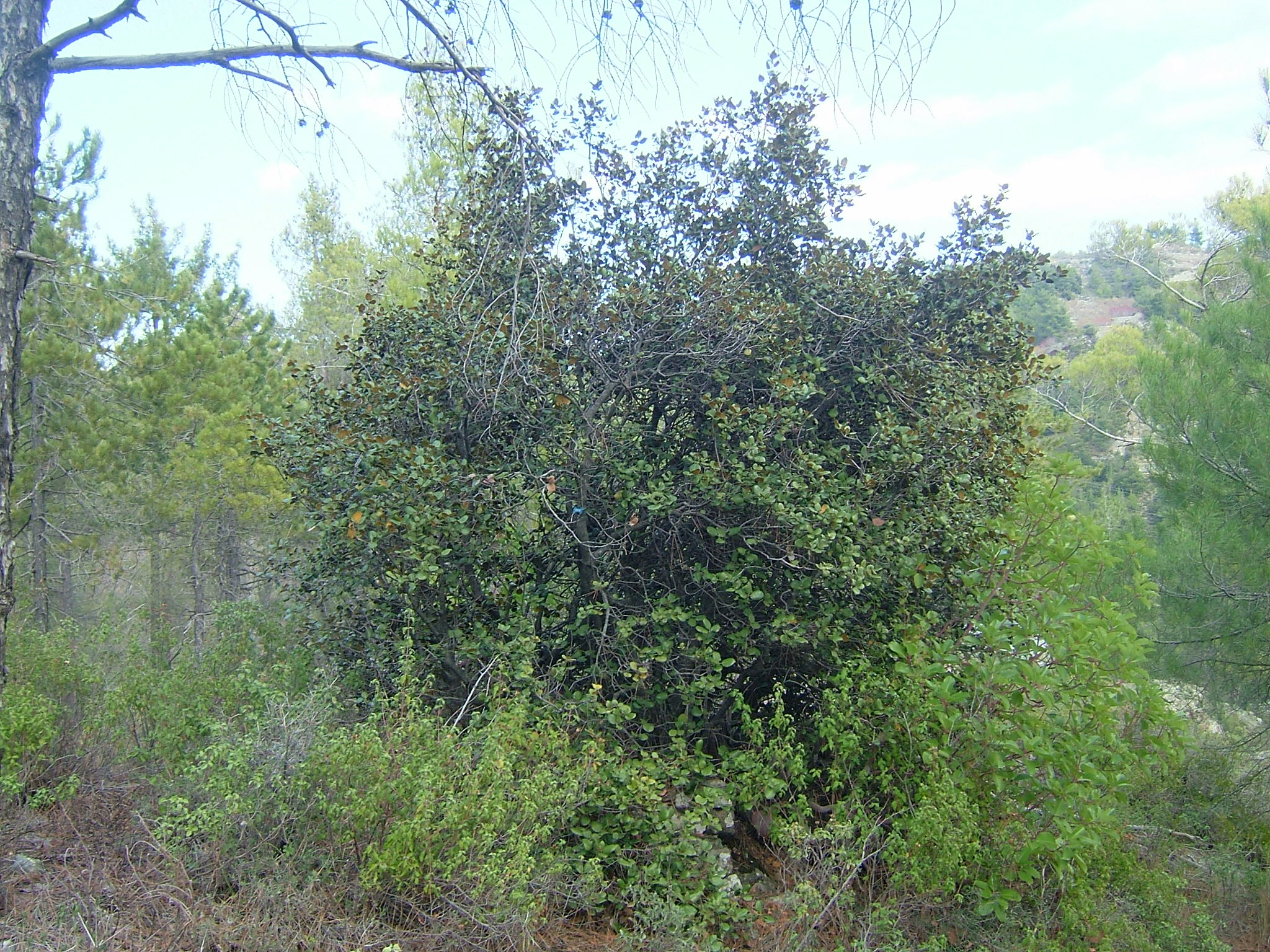